# Яворницкое (Днепропетровская область)
Яворницкое (укр. Яворницьке; до 2024 года — Илларионово) — посёлок в Синельниковском районе Днепропетровской области Украины. Административный центр Илларионовской поселковой общины
Ранее являлся административным центром Илларионовского поселкового совета в который, кроме того, входили пгт Сад, сёла Знаменовское, Ивановка, Лозоватка и Старолозоватка.

## Географическое положение
Посёлок находится у истоков реки Маячка, примыкает к селу Ивановка, в 1-м км от посёлка Сад.

## История
- Поселок возник в 1875 году в связи со строительством железнодорожной станции под названием Ивановка (по фамилии отставного прапорщика Иванова).[источник не указан 134 дня]
- В 1897 году переименовано в Илларионово по имени владельца земли Иллариона Воронцова-Дашкова.[2]
- 1938 — присвоен статус посёлка городского типа.

В ходе Великой Отечественной войны в 1941—1943 гг. селение находилось под немецкой оккупацией.
В начале 1970х годов основой экономики являлись предприятия по обслуживанию железнодорожного транспорта.
В январе 1989 года численность населения составляла 8726 человек.
По состоянию на 1 января 2013 года численность населения составляла 8992 человека.
Решением Верховной Рады Украины от 19 сентября 2024 года посёлок был переименован в Яворницкое, в честь украинского историка Дмитрия Яворницкого

## Экономика
- ООО «Нивада-7».
- Кондитерский цех.
- Цех по производству запасных частей к бытовой технике.
- Маркет ТПП и другие магазины.
- Отделения Новой Почты.

## Социальная сфера
- Школа I—III ст.
- Школа I—II ст.
- 3 детских сада.
- Филиал музыкальной школы.
- Больница.
- Поликлиника.
- Медицинский центр «МедСтар».
- Дом культуры.
- Фельдшерско-акушерский пункт.
- Спортивная площадка.
- Стадион.

## Достопримечательности
На братской могиле советских воинов, «павших смертью храбрых при освобождении Илларионово от немецко-фашистских захватчиков», установлен памятник.
В окрестностях посёлка раскопаны курганы с погребениями эпохи бронзы (III—I тысячелетия до н. э.) и скифские курганы (IV—III вв. до н. э.).

## Транспорт
Железнодорожная станция Илларионово на линии Нижнеднепровск-Узел — Синельниково.
Через посёлок проходят автомобильные дороги Т-0401 и Т-0442, автобусное сообщение с Днепром и Синельниково.